# Kollontai, apuntes de resistencia
Kollontai, apuntes de resistencia (traduïble com a "Kol·lontai, apunts de resistència") és una pel·lícula documental argentina de 2019, escrita i dirigida per Nicolás Méndez Casariego.

## Argument
Ambientat a Buenos Aires l'any 1975, el documental narra la formació del Partit per la Victòria del Poble (PVP) duta a terme per diversos exiliats uruguaians en un congrés clandestí a la capital argentina. Amb la creació del partit, es reorganitza la resistència contra la dictadura cívica-militar uruguaiana de Juan María Bordaberry i s'engega la Campanya Aleksandra (nom que pren de referència la bolxevic russa Aleksandra Kol·lontai) per tal d'enxarxar i establir contacte amb centenars d'opositors uruguaians d'arreu del continent.

## Crítiques
Gaspar Zimerman, del diari Clarín, opinà que «amb valuós material d'arxiu -que inclou noticiaris estrangers de l'època-, el lúcid testimoni de nombrosos militants supervivents a la dictadura, gravacions inèdites de dirigents desapareguts, com Gerardo Gatti, i algunes dramatitzacions, el documental resulta una classe d'història uruguaiana recent. Tot i la proliferació de sigles (FER, FAU, ROE, OPR-33) que poden marejar a qui no estigui familiaritzat amb el tema, la pel·lícula aconsegueix mantenir la claredat. Està muntada de tal manera de no perdre mai el dinamisme, i no només mostra la lluita de poble uruguaià contra la dictadura, sinó que estableix relacions amb el que succeïa en aquella... època en altres països... com l'Argentina i Xile. És així com avança cap a l'entramat polític-econòmic del Pla Còndor… D'aquesta forma, Kollontai, apuntes de resistencia (per la dirigent comunista russa Aleksandra Kol·lontai, que va donar nom a la Campanya Aleksandra) resulta didàctica sense ser simplista».
Laura Pacheco, del portal de cinema Escribiendo Cine, considerà que «la informació resultant és de gran rellevància, i tant la seva elecció i alternança, li atorguen dinamisme a aquest documental, al mateix temps que s'acompanya amb música d'acord i interessant de l'època i certes composicions fetes per al film».